# Urbain Decottignies

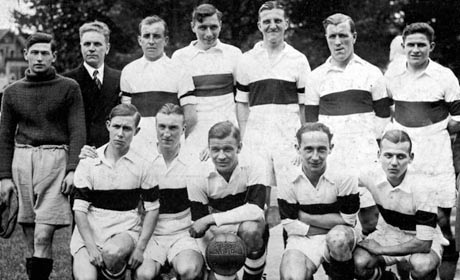
Decottignies (untere Reihe, 1. v. links) mit der Meistermannschaft 1933

Urbain Decottignies (* 14. Juli 1910 in Marquette-lez-Lille; † unbekannt) war ein französischer Fußballspieler.

## Karriere
Decottignies stand 1932 im Kader von Olympique Lille, das in diesem Jahr zu den Begründern der neugeschaffenen Profiliga Division 1 als höchste nationale Spielklasse gehörte. Der 179 Zentimeter große Stürmer, der im Angriff vielseitig einsetzbar war, stand am 11. September 1932 bei der Eröffnungspartie der Liga gegen Olympique Marseille auf dem Platz und debütierte damit gleich am ersten Spieltag. Fortan kam er zu einer Zeit, in der Ein- und Auswechslungen noch nicht möglich waren, weiterhin zu Einsätzen, auch wenn er nicht unangefochten gesetzt war. Nachdem er zehn von achtzehn Spielen bestritten hatte und mit Lille als Gruppenerster ins Finale der nur im Eröffnungsjahr zweigleisigen Liga eingezogen war, wurde er im Endspiel aufgeboten; dank eines 4:3-Erfolgs gegen die AS Cannes gehörte er der ersten Meistermannschaft des französischen Profifußballs an.
Auch wenn der Meistertitel nicht bestätigt werden konnte, erreichte Decottignies persönlich in der Saison 1933/34 mit 14 Treffern in 18 Partien seine beste Torquote. Er verbuchte gegen Mitte der 1930er-Jahre weiterhin regelmäßige Berufungen in die Elf und kam mit der Mannschaft jeweils auf Platzierungen im oberen Tabellenbereich, obwohl es nie zu einem weiteren Titel genügte. Im Verlauf der Spielzeit 1936/37 wurde er weitgehend aus dem Team verdrängt und stand nicht mehr als acht Mal auf dem Feld. Dieser Trend verfestigte sich in den folgenden Jahren, sodass der Spieler nicht am nationalen Pokalfinale 1939 teilnehmen konnte, bei dem seine Kameraden durch eine 1:3-Niederlage gegen Racing Paris den Pokalgewinn verpassten. Im selben Jahr brach der Zweite Weltkrieg aus; für den ohnehin kaum noch eingesetzten Decottignies bedeutete dies nach 85 Erstligapartien mit 37 Toren das Ende seiner Profilaufbahn.